# Certificato fitosanitario

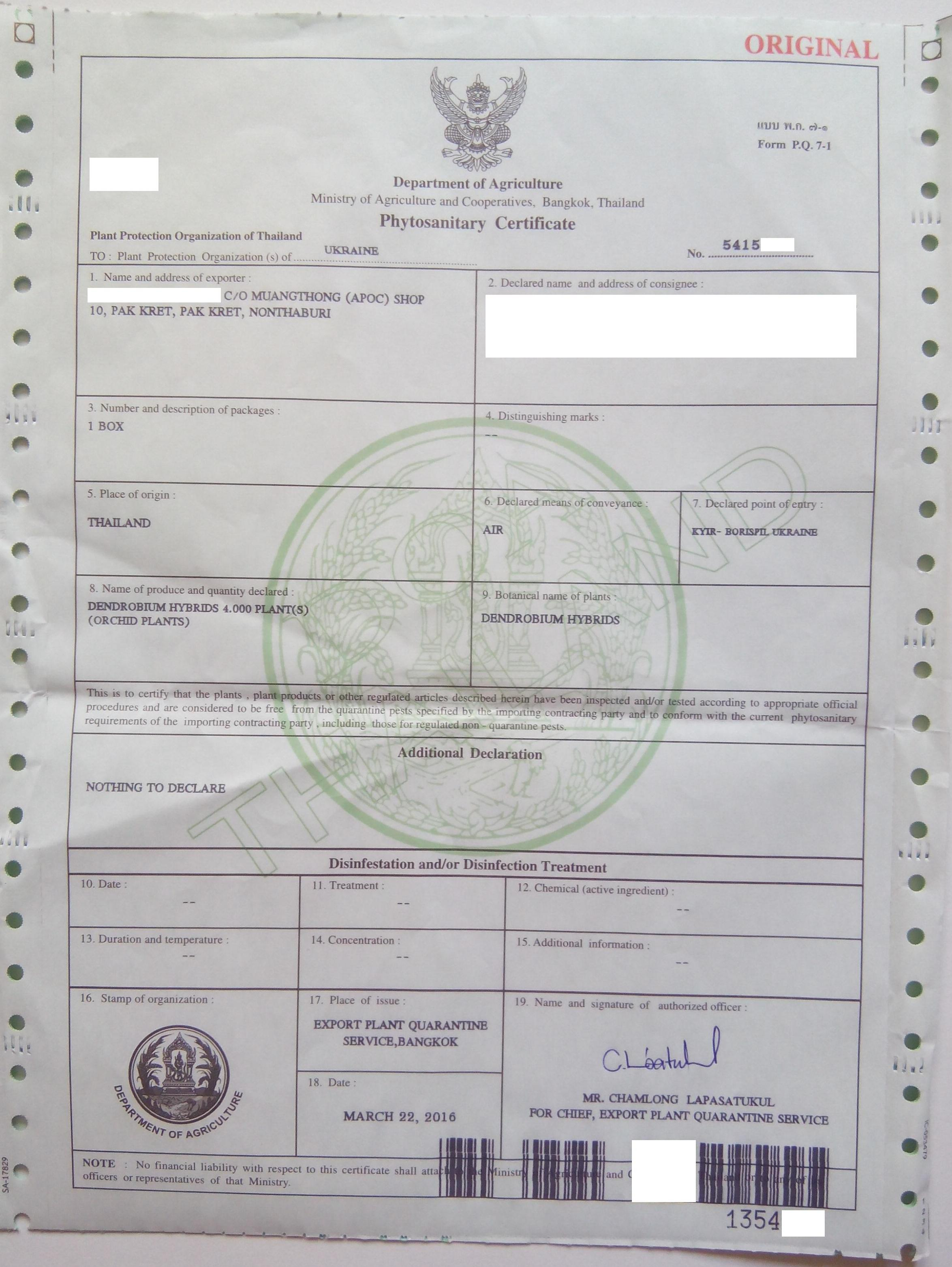
Certificato fitosanitario emesso dal Ministero dell'agricoltura thailandese

Un certificato fitosanitario è un certificato relativo allo stato fitosanitario dei vegetali o prodotti vegetali destinati all'esportazione. Il documento deve essere rilasciato da un'Organizzazione Nazionale per la Protezione delle Piante (NPPO) e deve essere conforme al modello previsto dalla convenzione internazionale per la protezione dei vegetali (IPPC). Il certificato fitosanitario deve essere sottoscritto da un funzionario pubblico tecnicamente qualificato e debitamente autorizzato dall'ONPV del Paese esportatore. Il certificato fitosanitario attesta che i vegetali o prodotti vegetali destinati all'esportazione sono stati ispezionati secondo procedure appropriate e sono liberi da organismi nocivi per i vegetali e conformi alla legislazione fitosanitaria del Paese di destinazione. I certificati fitosanitari possono essere rilasciati solo con questa finalità.